# Низменности Украины

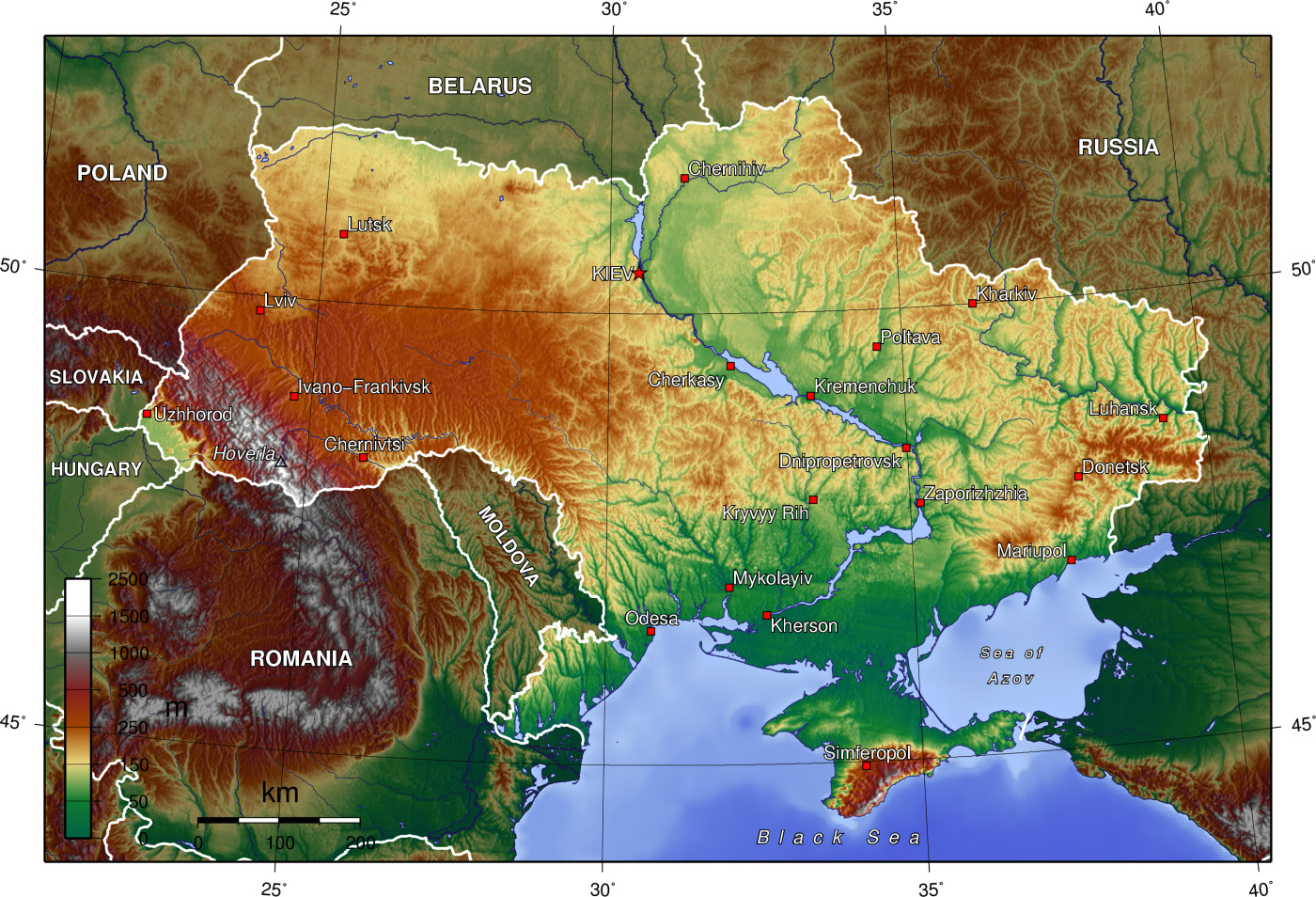
Карта рельефа Украины

Низменности Украины (укр. Низовини України) составляют около 70 % равнинной части её территории. К ним принадлежит: Полесская низменность, занимает крайнюю северо-западную часть страны это сильно заболоченная равнинная территория с широкими водоразделами и речными долинами с пологими склонами; Приднепровская низменность находится в северо-восточной части Украины является северо-восточным продолжением Украинского Полесья. Её граница на западе и юго-западе проходит по Днепру, на северо-востоке – по склонам Среднерусской возвышенности, а на юге – по склонам Приазовской возвышенности; Причерноморская низменность это крайняя южная часть Украины, которая невысокими крутыми уступами обрывается в сторону Чёрного и Азовского морей. К югу низменность переходит на северную часть Крымского полуострова.
По генезису в Украине выделяют:
- Украинское Полесье

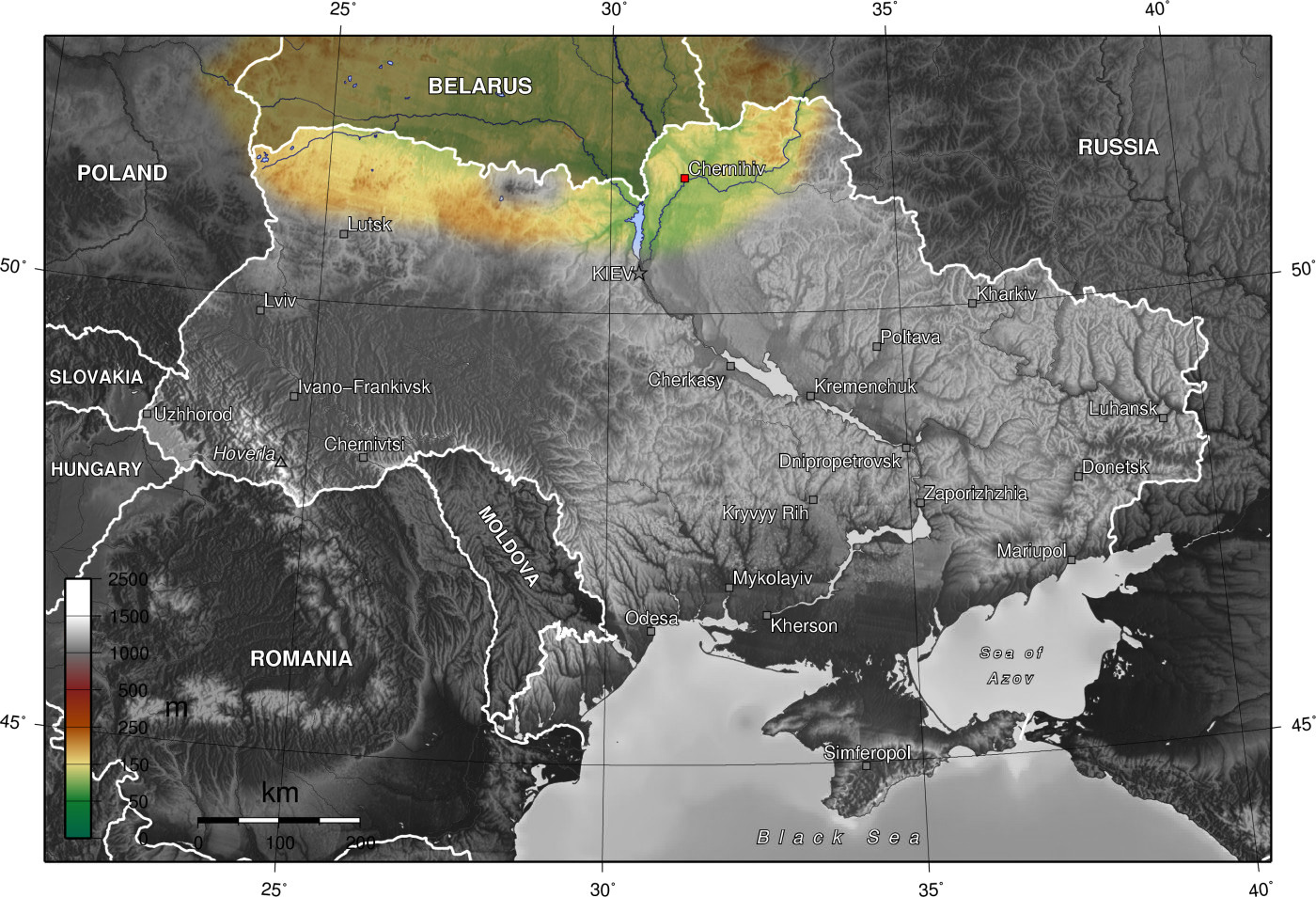
Полесская низменность

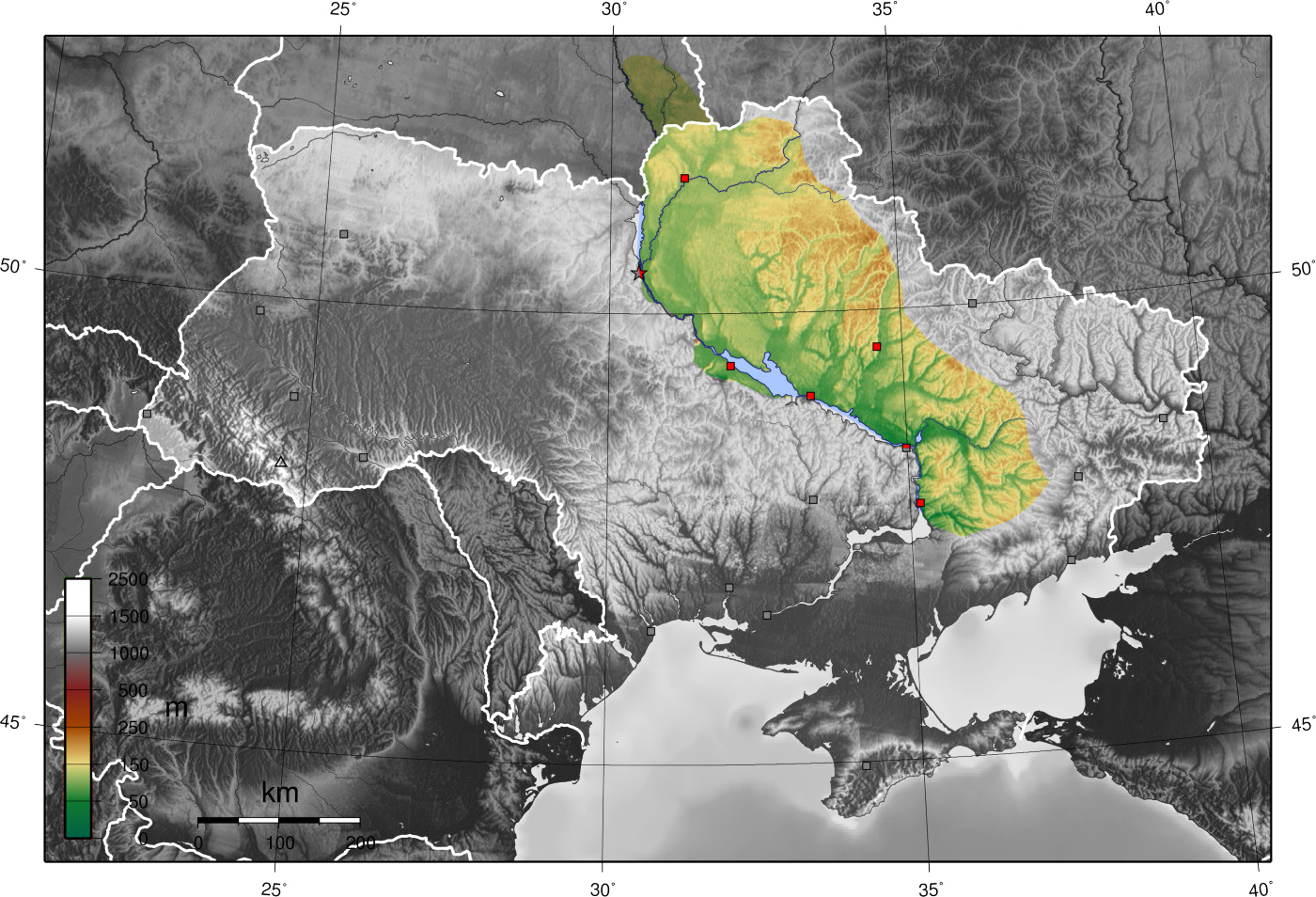
Приднепровская низменность

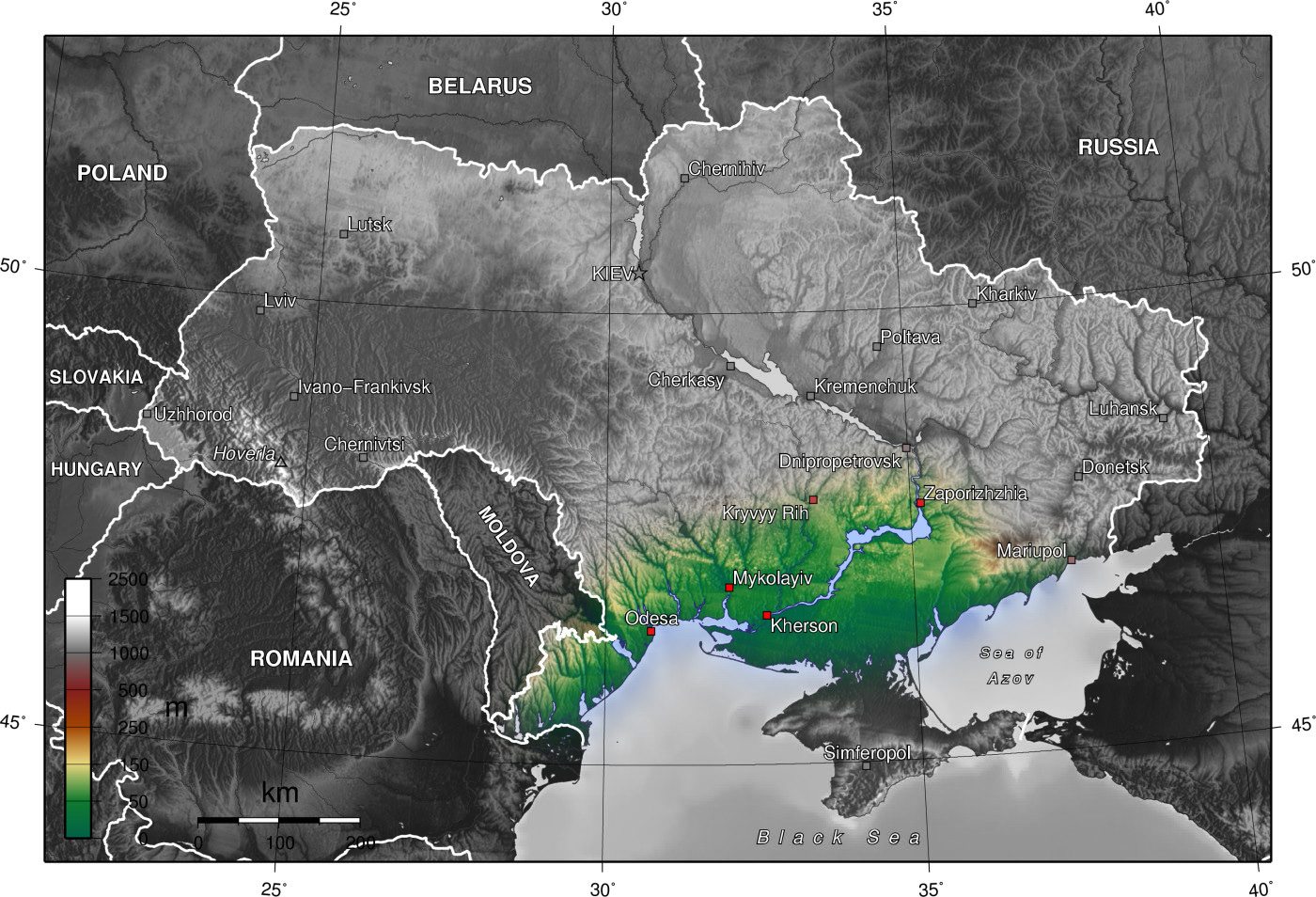
Причерноморская низменность

- Украинское левобережное Поднепровье

- Северное Причерноморье

## Наинизшие/Наивысшие точки низменностей Украины

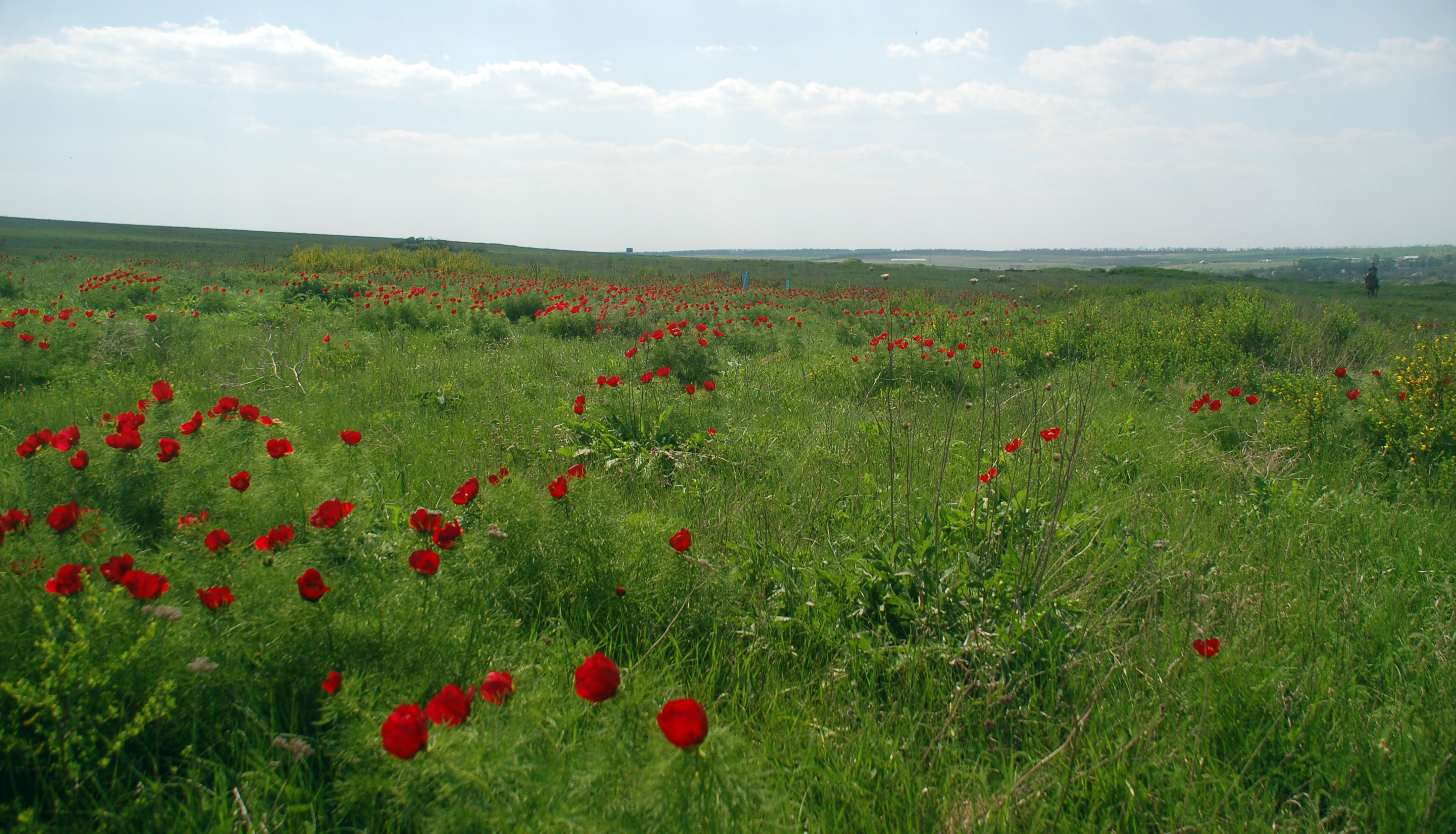
Приазовская низменность, Донецкая обл.

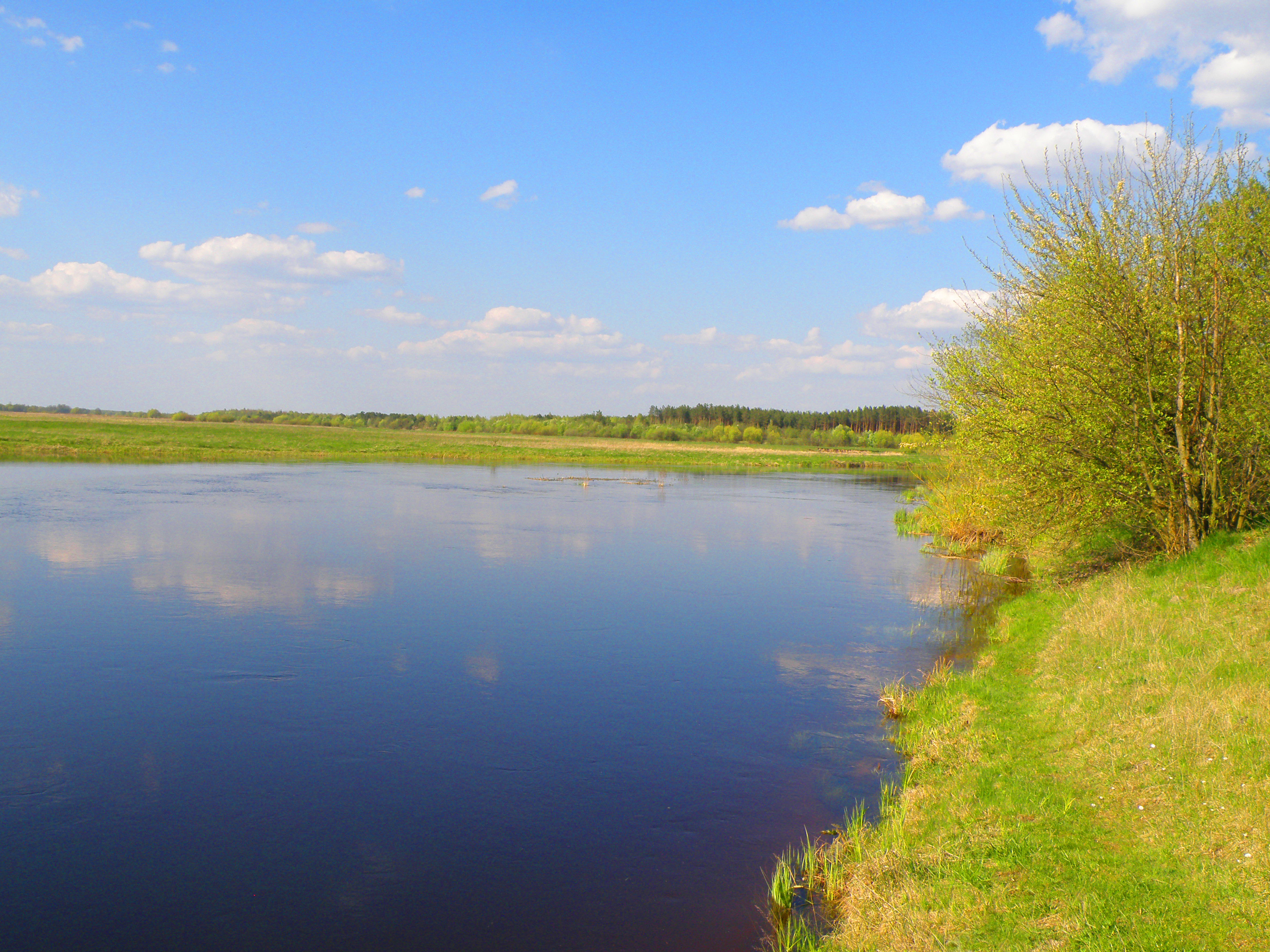
Полесская низменность, Волынская обл.

| Название                         | Высота НУМ  | Местность                   |
| -------------------------------- | ----------- | --------------------------- |
| Куяльницкий лиман/Бельмак-Могила | -5 м/324 м  | Причерноморская низменность |
| -/-                              | 50 м/322 м  | Приднепровская низменность  |
| -/Словечанско-Овручский кряж     | 100 м/316 м | Полесская низменность       |

## См. Также
Равнины Украины

Возвышенности Украины